# Cacopsylla incerta
Cacopsylla incerta är en insektsart som först beskrevs av Baeva 1972.  Cacopsylla incerta ingår i släktet Cacopsylla och familjen rundbladloppor. Inga underarter finns listade i Catalogue of Life.